# Danh sách bí thư thành ủy 2010–2015
Bí thư Thành ủy 2010-2015 bao gồm bí thư các Đảng bộ thành phố trực thuộc tỉnh và trực thuộc trung ương (thành ủy).
Bí thư thành ủy là người đứng đầu Thành ủy. Do hệ thống Việt Nam Đảng lãnh đạo nên Bí thư Thành ủy là người có chức vụ lớn nhất trong thành phố.

## Danh sách bí thư
| STT | Thành phố             | Cấp                    | Bí thư              | Chức vụ trong Đảng                                              | Chức vụ trong chính quyền                     | Ghi chú |
| --- | --------------------- | ---------------------- | ------------------- | --------------------------------------------------------------- | --------------------------------------------- | ------- |
| 1   | Hà Nội                | Trung ương             | Phạm Quang Nghị     | Ủy viên Bộ Chính trị                                            | -                                             |         |
| 2   | Thành phố Hồ Chí Minh | Trung ương             | Lê Thanh Hải        | Ủy viên Bộ Chính trị                                            | -                                             |         |
| 3   | Hải Phòng             | Trung ương             | Dương Anh Điền      | Ủy viên Trung ương Đảng                                         | Chủ tịch Ủy ban nhân dân Hải phòng            |         |
| 4   | Đà Nẵng               | Trung ương             | Trần Thọ            | Ủy viên Trung ương Đảng                                         | Chủ tịch Hội đồng nhân dân Đà Nẵng            |         |
| 5   | Cần Thơ               | Trung ương             | Trần Thanh Mẫn      | Ủy viên Trung ương Đảng                                         | -                                             |         |
| 6   | Huế                   | Tỉnh Thừa Thiên - Huế  | Nguyễn Kim Dũng     | Ủy viên Ban Thường vụ Tỉnh ủy                                   | Chủ tịch Hội đồng nhân dân thành phố Huế      |         |
| 7   | Vinh                  | Tỉnh Nghệ An           | Võ Viết Thanh       | Ủy viên Ban Thường vụ Tỉnh ủy                                   | -                                             |         |
| 8   | Đà Lạt                | Tỉnh Lâm Đồng          | Đoàn Văn Việt       | Ủy viên Ban Thường vụ Tỉnh ủy                                   | Chủ tịch Ủy ban nhân dân Tỉnh Lâm Đồng        |         |
| 9   | Nha Trang             | Tỉnh Khánh Hòa         | Hoàng Văn Trường    | Ủy viên Ban Thường vụ Tỉnh ủy                                   | -                                             |         |
| 10  | Buôn Ma Thuột         | Tỉnh Đắk Lắk           | Nguyễn Viết Tượng   | Ủy viên Ban Thường vụ Tỉnh ủy                                   | -                                             |         |
| 11  | Quy Nhơn              | Tỉnh Bình Định         | Phan Cao Thắng      | Ủy viên Ban Thường vụ Tỉnh ủy                                   | -                                             |         |
| 12  | Thái Nguyên           | Tỉnh Thái Nguyên       | Bùi Xuân Hòa        | Ủy viên Ban Thường vụ Tỉnh ủy                                   | -                                             |         |
| 13  | Nam Định              | Tỉnh Nam Định          | Trần Văn Chung      | Ủy viên Ban Thường vụ Tỉnh ủy                                   | -                                             |         |
| 14  | Việt Trì              | Tỉnh Phú Thọ           | Nguyễn Quốc Liên    | Ủy viên Ban Thường vụ Tỉnh ủy                                   | Chủ tịch Hội đồng nhân dân thành phố Việt Trì |         |
| 15  | Hạ Long               | Tỉnh Quảng Ninh        | Vũ Hồng Thanh       | Ủy viên Ban Thường vụ Tỉnh ủy                                   | -                                             |         |
| 16  | Vũng Tàu              | Tỉnh Bà Rịa – Vũng Tàu | Lê Xuân Tươi        | Ủy viên Ban Thường vụ Tỉnh ủy                                   | -                                             |         |
| 17  | Thanh Hóa             | Tỉnh Thanh Hóa         | Nguyễn Xuân Phi     | Ủy viên Ban Thường vụ Tỉnh ủy                                   | -                                             |         |
| 18  | Biên Hòa              | Tỉnh Đồng Nai          | Nguyễn Phú Cường    | Ủy viên Trung ương Đảng dự khuyết Ủy viên Ban Thường vụ Tỉnh ủy | Phó Chủ tịch UBND tỉnh Đồng Nai               |         |
| 19  | Mỹ Tho                | Tỉnh Tiền Giang        | Huỳnh Đức Minh      | Ủy viên Ban Thường vụ Tỉnh ủy                                   | -                                             |         |
| 20  | Hải Dương             | Tỉnh Hải Dương         | Phạm Thế Tập        | Ủy viên Ban Thường vụ Tỉnh ủy                                   | -                                             |         |
| 21  | Long Xuyên            | Tỉnh An Giang          | Lý Văn Thắng        | Ủy viên Ban Thường vụ Tỉnh ủy                                   | -                                             |         |
| 22  | Phan Thiết            | Tỉnh Bình Thuận        | Nguyễn Thu Sơn      | Ủy viên Ban Thường vụ Tỉnh ủy                                   | -                                             |         |
| 23  | Pleiku                | Tỉnh Gia Lai           | Võ Ngọc Thành       | Ủy viên Ban Thường vụ Tỉnh ủy                                   | -                                             |         |
| 24  | Cà Mau                | Tỉnh Cà Mau            | Phạm Bạch Đằng      | Ủy viên Ban Thường vụ Tỉnh ủy                                   | -                                             |         |
| 25  | Tuy Hòa               | Tỉnh Phú Yên           | Võ Minh Thức        | Ủy viên Ban Thường vụ Tỉnh ủy                                   | -                                             |         |
| 26  | Uông Bí               | Tỉnh Quảng Ninh        | Nguyễn Thành phố    | Ủy viên Ban Thường vụ Tỉnh ủy                                   | Chủ tịch Hội đồng nhân dân thành phố Uông Bí  |         |
| 27  | Bà Rịa                | Tỉnh Bà Rịa-Vũng Tàu   | Phạm Chí Lợi        | Ủy viên Ban Thường vụ Tỉnh ủy                                   | Chủ tịch Ủy ban nhân dân Tỉnh Bà Rịa-Vũng Tàu |         |
| 28  | Bạc Liêu              | Tỉnh Bạc Liêu          | Dương Thành Trung   | Ủy viên Ban Thường vụ Tỉnh ủy                                   | -                                             |         |
| 29  | Bắc Giang             | Tỉnh Bắc Giang         | Nguyễn Sỹ Nhận      | Ủy viên Ban Thường vụ Tỉnh ủy                                   | -                                             |         |
| 30  | Bắc Ninh              | Tỉnh Bắc Ninh          | Nguyễn Hữu Thành    | Ủy viên Ban Thường vụ Tỉnh ủy                                   | -                                             |         |
| 31  | Đồng Hới              | Tỉnh Quảng Bình        | Trần Công Thuật     | Ủy viên Ban Thường vụ Tỉnh ủy                                   | -                                             |         |
| 32  | Lào Cai               | Tỉnh Lào Cai           | Nguyễn Hữu Thể      | Ủy viên Ban Thường vụ Tỉnh ủy                                   | -                                             |         |
| 33  | Ninh Bình             | Tỉnh Ninh Bình         | Nguyễn Văn Tỉnh     | Ủy viên Ban Thường vụ Tỉnh ủy                                   | -                                             |         |
| 34  | Rạch Giá              | Tỉnh Kiên Giang        | Phạm Vũ Hồng        | Ủy viên Ban Thường vụ Tỉnh ủy                                   | -                                             |         |
| 35  | Thái Bình             | Tỉnh Thái Bình         | Đỗ Đình An          | Ủy viên Ban Thường vụ Tỉnh ủy                                   | -                                             |         |
| 36  | Thủ Dầu Một           | Tỉnh Bình Dương        | Trần Văn Lợi        | Ủy viên Ban Thường vụ Tỉnh ủy                                   | -                                             |         |
| 37  | Vĩnh Yên              | Tỉnh Vĩnh Phúc         | Nguyễn Văn Chúc     | Ủy viên Ban Thường vụ Tỉnh ủy                                   | -                                             |         |
| 38  | Lạng Sơn              | Tỉnh Lạng Sơn          | Lương Viết Kiểm     | Trưởng ban Nội chính Tỉnh ủy Ủy viên Ban Thường vụ Tỉnh ủy      | -                                             |         |
| 39  | Yên Bái               | Tỉnh Yên Bái           | Phạm Thị Thanh Trà  | Ủy viên Ban Thường vụ Tỉnh ủy                                   | -                                             |         |
| 40  | Quảng Ngãi            | Tỉnh Quảng Ngãi        | Nguyễn Tăng Bính    | Ủy viên Ban Thường vụ Tỉnh ủy                                   | -                                             |         |
| 41  | Cao Lãnh              | Tỉnh Đồng Tháp         | Lê Hoàng Đức        | Ủy viên Ban Thường vụ Tỉnh ủy                                   | -                                             |         |
| 42  | Điện Biên Phủ         | Tỉnh Điện Biên         | Lâm Văn Năm         | Ủy viên Ban Thường vụ Tỉnh ủy                                   | -                                             |         |
| 43  | Cẩm Phả               | Tỉnh Quảng Ninh        | Nguyễn Chí Thăng    | Ủy viên Ban Thường vụ Tỉnh ủy                                   | -                                             |         |
| 44  | Đông Hà               | Tỉnh Quảng Trị         | Nguyễn Văn Hùng     | Ủy viên Ban Thường vụ Tỉnh ủy                                   | Chủ tịch Hội đồng nhân dân Thành phố          |         |
| 45  | Hòa Bình              | Tỉnh Hòa Bình          | Trần Văn Hoàn       | Ủy viên Ban Thường vụ Tỉnh ủy                                   | -                                             |         |
| 46  | Kon Tum               | Tỉnh Kon Tum           | Lê Đình Quang       | Ủy viên Ban Thường vụ Tỉnh ủy                                   | -                                             |         |
| 47  | Phan Rang - Tháp Chàm | Tỉnh Ninh Thuận        | Nguyễn Thoại        | Ủy viên Ban Thường vụ Tỉnh ủy                                   | Chủ tịch Hội đồng nhân dân Thành phố          |         |
| 48  | Sa Đéc                | Tỉnh Đồng Tháp         | Nguyễn Tôn Hoàng    | Ủy viên Ban Thường vụ Tỉnh ủy                                   | -                                             |         |
| 49  | Sóc Trăng             | Tỉnh Sóc Trăng         | Nguyễn Thanh Bình   | Ủy viên Ban Thường vụ Tỉnh ủy                                   | -                                             |         |
| 50  | Sơn La                | Tỉnh Sơn La            | Nguyễn Quốc Khánh   | Ủy viên Ban Thường vụ Tỉnh ủy                                   | -                                             |         |
| 51  | Tam Kỳ                | Tỉnh Quảng Nam         | Nguyễn Văn Lúa      | Ủy viên Ban Thường vụ Tỉnh ủy                                   | Chủ tịch Ủy ban nhân dân Thành phố            |         |
| 52  | Hà Tĩnh               | Tỉnh Hà Tĩnh           | Hoàng Trung Dũng    | Ủy viên Ban Thường vụ Tỉnh ủy                                   | -                                             |         |
| 53  | Hội An                | Tỉnh Quảng Nam         | Nguyễn Sự           | Ủy viên Ban Thường vụ Tỉnh ủy                                   | -                                             |         |
| 54  | Bến Tre               | Tỉnh Bến Tre           | Trương Duy Hải      | Ủy viên Ban Thường vụ Tỉnh ủy                                   | -                                             |         |
| 55  | Châu Đốc              | Tỉnh An Giang          | Phạm Thành Thái     | Ủy viên Ban Thường vụ Tỉnh ủy                                   | -                                             |         |
| 56  | Hưng Yên              | Tỉnh Hưng Yên          | Nguyễn Thị Kim Loan | Ủy viên Ban Thường vụ Tỉnh ủy                                   | -                                             |         |
| 57  | Móng Cái              | Tỉnh Quảng Ninh        | Nguyễn Xuân Ký      | Ủy viên Ban Thường vụ Tỉnh ủy                                   | -                                             |         |
| 58  | Phủ Lý                | Tỉnh Hà Nam            | Đỗ Văn Sáng         | Ủy viên Ban Thường vụ Tỉnh ủy                                   | -                                             |         |
| 59  | Tân An                | Tỉnh Long An           | Đỗ Hoàng Việt       | Ủy viên Ban Thường vụ Tỉnh ủy                                   | -                                             |         |
| 60  | Trà Vinh              | Tỉnh Trà Vinh          | Ngô Chí Cường       | Ủy viên Ban Thường vụ Tỉnh ủy                                   | -                                             |         |
| 61  | Vĩnh Long             | Tỉnh Vĩnh Long         | Nguyễn Văn Quang    | Ủy viên Ban Thường vụ Tỉnh ủy                                   | -                                             |         |
| 62  | Bảo Lộc               | Tỉnh Lâm Đồng          | Lê Hoàng Phụng      | Ủy viên Ban Thường vụ Tỉnh ủy                                   | -                                             |         |
| 63  | Cam Ranh              | Tỉnh Khánh Hòa         | Nguyễn Khắc Toàn    | Ủy viên Trung ương Đảng dự khuyết Ủy viên Ban Thường vụ Tỉnh ủy | -                                             |         |
| 64  | Hà Giang              | Tỉnh Hà Giang          | Trần Mạnh Lợi       | Ủy viên Ban Thường vụ Tỉnh ủy                                   | -                                             |         |
| 65  | Tuyên Quang           | Tỉnh Tuyên Quang       | Trần Ngọc Thân      | Ủy viên Ban Thường vụ Tỉnh ủy                                   | -                                             |         |
| 66  | Vị Thanh              | Tỉnh Hậu Giang         | Cao Văn Thum        | Ủy viên Ban Thường vụ Tỉnh ủy                                   | -                                             |         |
| 67  | Cao Bằng              | Tỉnh Cao Bằng          | La Thông            | Ủy viên Ban Thường vụ Tỉnh ủy                                   | -                                             |         |
| 68  | Tây Ninh              | Tỉnh Tây Ninh          | Phạm Văn Tân        | Ủy viên Ban Thường vụ Tỉnh ủy                                   | -                                             |         |
| 69  | Lai Châu              | Tỉnh Lai Châu          | Lò Văn Chỉnh        | Ủy viên Ban Thường vụ Tỉnh ủy                                   | -                                             |         |